# Бирбаум, Розина
Розина Бирбаум (Rosina M. Bierbaum; род. 30 сентября 1952) — американский учёный, специалист в области климатологии, международных отношений и развития.
Профессор и экс-декан Мичиганского университета, также профессор University of Maryland School of Public Policy (с 2016), феллоу Всемирного банка (с 2011). Состояла в United States President's Council of Advisors on Science and Technology (с 2009). Член НАН США (2019) и Американского философского общества (2023).

## Биография
Окончила Бостонский колледж (1974) с двумя бакалаврскими степенями — по английской филологии и биологии. В 1985 году получила степень доктора философии по экологии и эволюции в Университете штата Нью-Йорк в Стоуни-Брук.
13 лет провела в Управлении технологических оценок Конгресса (работала там с 1980 по 1993 год) и восемь — в Управлении научно-технической политики (в том числе год как и. о. директора — в 2001 году; поступила туда в 1993 году).
C 2001 по 2011 год декан и профессор University of Michigan School of Natural Resources and Environment, затем профессор этого университета.
Член советов Gordon and Betty Moore Foundation (с 2007), Wildlife Conservation Society (с 2011), Федерации американских учёных (с 1999), Environmental and Energy Study Institute (с 2002), Climate Reality Project, премии Тайлера (с 2006).
Ведущий автор U.S. National Climate Assessment (2014). Являлась членом редколлегии Consequences, член консультативного совета журнала Sustainability: Science, Practice and Policy.
Феллоу Американской академии искусств и наук (2007), Американской ассоциации содействия развитию науки (1999) и Экологического общества Америки (2012), а также Sigma Xi. С 2018 года член совета директоров Американской ассоциации содействия развитию науки, прежде в 2003-2007 гг. член совета этой ассоциации. Член Нью-Йоркской АН и Американского геофизического союза и др.
Отмечена Waldo E. Smith Award Американского геофизического союза (2000) и Climate Protection Award Агентства по охране окружающей среды (1999).
- Senior Associate Управления технологических оценок Конгресса (1991), его высшее отличие
- Alumni of the Year Award Университета штата Нью-Йорк в Стоуни-Брук (1996)
- Distinguished Service Citation Экологического общества Америки (2010)
- Michigan Environmental Council’s 2012 Helen & William Milliken Distinguished Service Award